# Sosias (alfarero)
Sosias (en griego antiguo: Σωσίας, romanizado: Sōsias), firma SOSIAS EPOIESEN) fue un alfarero griego, activo en Atenas alrededor del año 500 a. C. Se conservan dos obras firmadas por él: una copa (Copa de Sosias). Los vasos de Sosias fueron pintados al menos por el Pintor de Sosias que lleva su nombre.

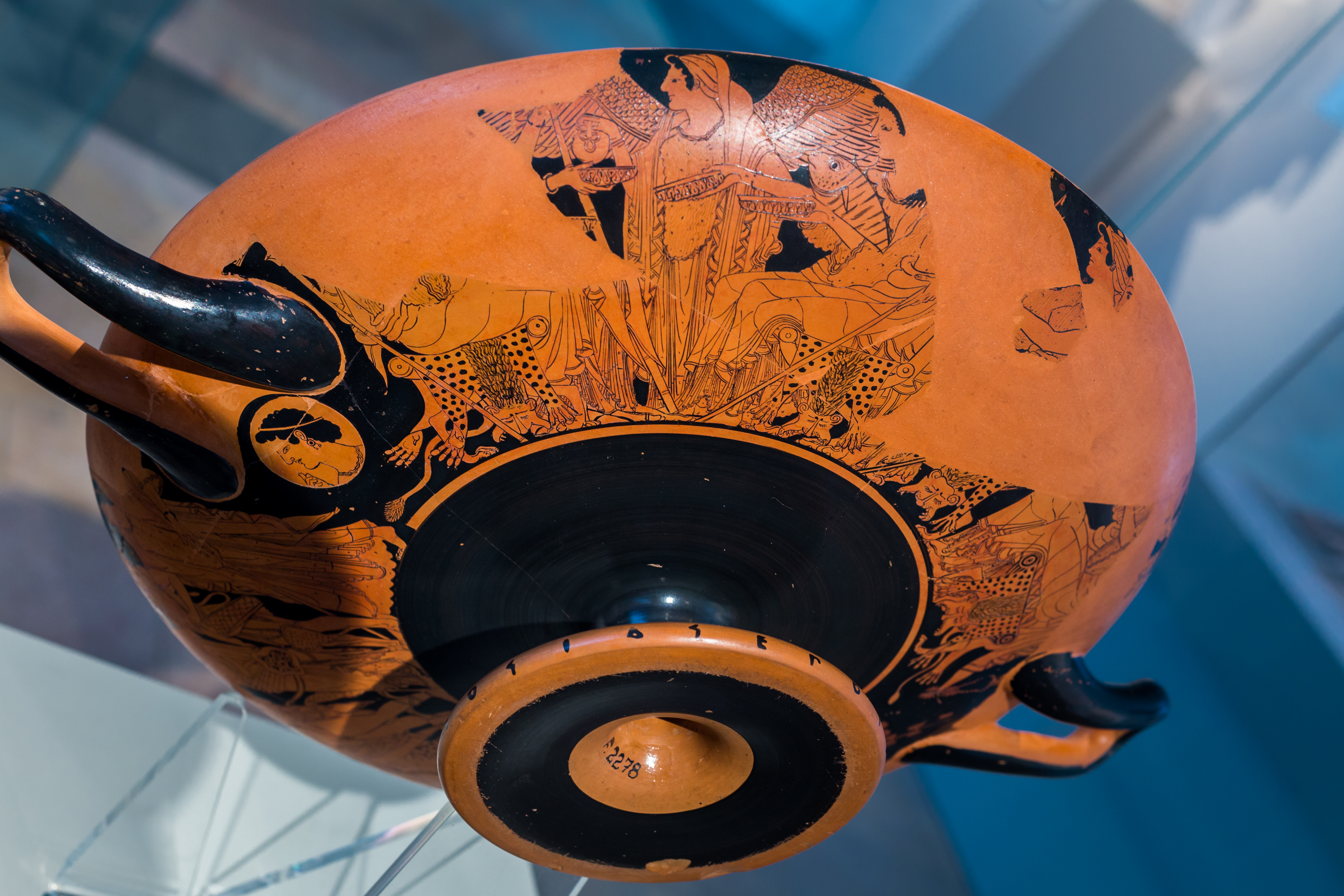
Cílica de Aquiles y Patroclo, firmada por Sosias en el pie, c. 500 a. C.
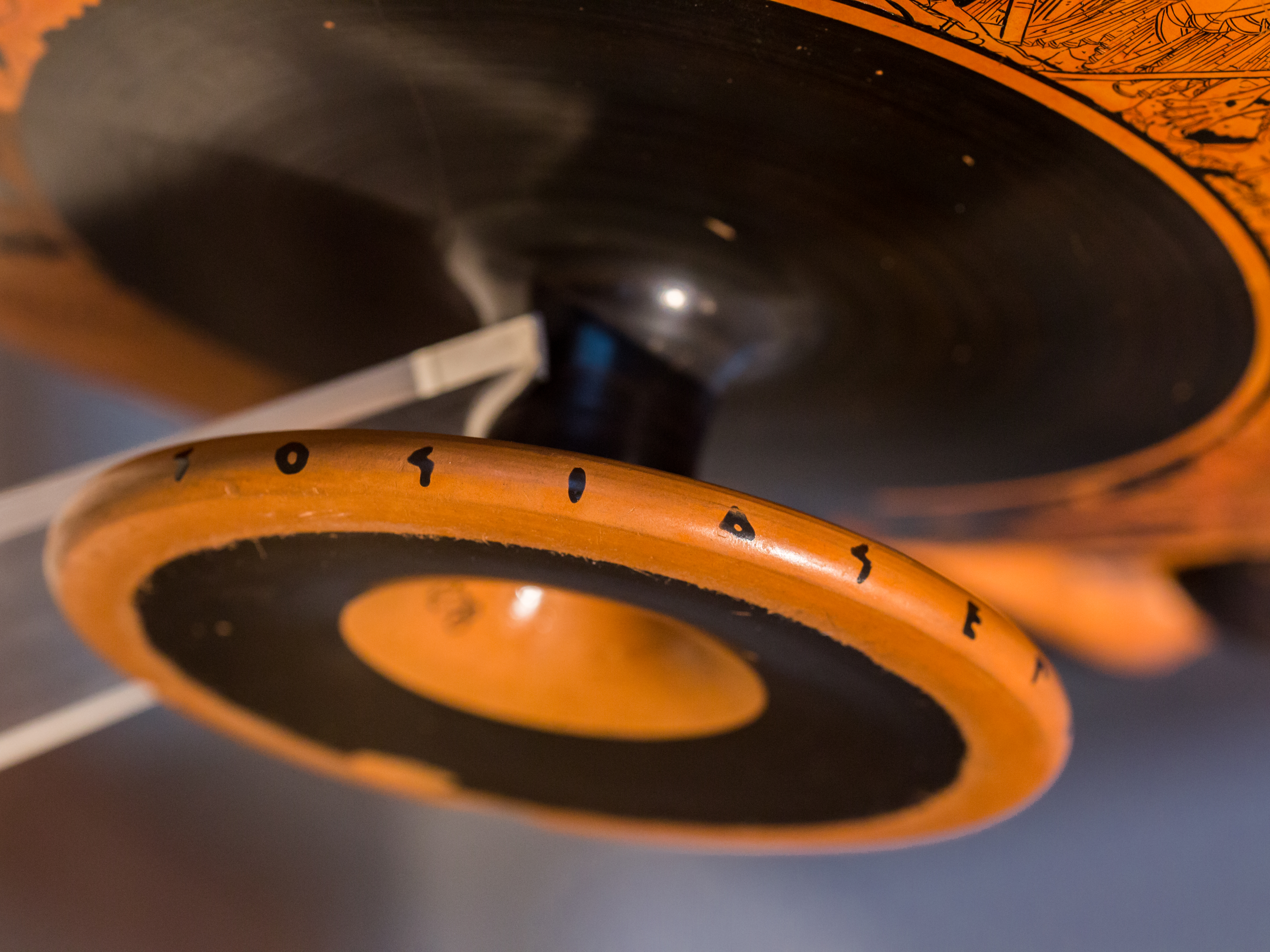
Heracles es presentado a la asamblea de los dioses en el monte Olimpo. Antikensammlung Berlin) F 2278